# 与沢翼
与沢 翼（よざわ つばさ、1982年（昭和57年）11月11日 - ）は、日本の元実業家、投資家。
早稲田大学社会科学部卒業。ネオヒルズ族を自称していた。株式会社YOZAWA TSUBASA Holdings、株式会社フリーエージェントスタイルホールディングス、株式会社All of me（オールオブミー）元代表取締役社長。

## 経歴
- 1982年11月11日 - 埼玉県秩父市に生まれる[7]。父親はスタンフォード大学MBAを取得し、NTTセキュリティホールディングス株式会社の代表取締役社長を務めた与沢和紀、母親は小学校の教師[3]。妹がいる[3]。
- 小学1年生から秩父郡長瀞町で旅館を経営していた祖父母のもとで育つ[3]。父親が大宮市に家を建てることになり、竣工するタイミングで親元に戻る[3]。
- 高校に進学したものの入学3日で中退[3]。中退後暫く自堕落な生活を送った[3]。
- 2003年4月 - 大検を経て早稲田大学社会科学部に入学。民法のゼミに入り、積極的に授業に出席、成績も収めた[3]。弁護士を目指し伊藤塾に通うが、大学2年時に諸事情で断念する[3]。
- 2005年10月 - 東大起業サークルTNK・CREW（クルー）を設立し、代表に就任。
- 2006年3月 - アパレルのネット通販会社「Es Luxoure」（エスラグジュール）株式会社を設立する。当初は2年後までに株式上場するつもりであった[8]。
- 2006年4月 - メンズファッションの通販サイト「CRAZE」（クレイズ）を設立。2008年7月のMen's egg公式OUTLETサイト開設を経て、2009年9月には渋谷109-2に実店舗「egg tore」を出店。翌年にかけて7店舗展開するが、2010年6月までに渋谷店と通販サイトのみを残し閉店。
- 2007年3月 - 早稲田大学社会科学部を卒業。
- 2010年9月 - アフィリエイト会社「株式会社Rajuri」（後のフリーエージェントスタイルホールディングスの前身）を創業。
- 2011年8月 - エスラグジュール社が4000万の負債を抱え倒産[9]。会社倒産と共に与沢は自己破産する[3]。
- 2012年4月 - 蝶乃舞とともに「インターネットビジネススクール」を開催。
- 2013年11月、箕輪厚介の立ち上げた雑誌「ネオヒルズ・ジャパン」の「責任編集長」となる（1号で廃刊）。22日、専任ドライバーへの暴行容疑で警視庁により書類送検される[5]。
- 2014年4月26日、自身のFacebookで「資金が完全にショートした」とし、フリーエージェントスタイルホールディングスが破綻状態にあることを明らかにした。ただし、事業は継続し残債を全て支払うとしている[10]。一方で、破産で注目度が増し、ヤフーランキングや公式ブログのアクセス数が急上昇した[11]。与沢のブログは一時アメーバブログのアクセス数の総合1位となった[12]。
- 2014年12月10日、同年9月25日に産業廃棄物業者におよそ6トン分の廃棄物（自著書籍やDVDなど）の処分を依頼したが、費用未払いでトラブルになっていることが報じられた[13]。
- 2014年12月11日、自身のブログでシンガポール就労ビザを取得し移住したことを報告[14][15]。シンガポールに行く時は3000万円持っていて、そのうち2000万円ぐらいはシンガポール法人の資本金とした[3]。
- 2015年、シンガポールにおいて個人投資家としてデイトレードを行う[16]。
- 2016年11月、日刊SPAのインタビューに答え、シンガポールからドバイに移住したことを明らかにした[17]。
- 2020年3月、自宅であったブルジュ・ハリファを賃貸に出し、パークウェイビスタに自宅を移す。
- 2022年11月14日、自身のInstagramで無職になったことを明かし、「まずは自分の資産のより厳密な把握と身の回りの整理をして、今後の長期戦略を定める。新しい物語の始まり」とつづった[18][19]。その後、タイに家族で移住。
- 2024年9月10日に自身のインスタグラムを更新、所有していた2つの法人（ドバイとマレーシア）を閉鎖したことを明かした[20]。
- 2025年4月18日、妻子と別居していることを自身のSNSで報告した。その原因として、タイに移住してから覚醒剤を使用していること、妻に対してDVやモラルハラスメントを行い怒鳴ったりして、恐怖心を植え付けてしまったことなどを告白した[21]。4月22日、SNSで「財産分与に合意し、離婚に応じました」と報告した[22]。4月26日、自身のYouTubeチャンネルやXで「妻との協議離婚が成立した」と報告した[23]。4月28日にYouTubeで公開した動画で、「いつまで生きていられるか分からない状況」と近いうちに保険金目当てで「殺される」可能性があると告白した[24]。4月30日の投稿では、「離婚届にサインした」とし、「離婚成立直後に協議離婚の合意内容4億円を現金一括で振り込みます」と宣言した[24]。 2025年5月11日、自身のXにて「離婚時の契約金は1億円であり、4億円というのはYouTube上の演出だった」と投稿した[25]。7月6日、自身のXを更新、「5月13日から7月6日まで精神病院にて治療してもらい、先ほど退院した」と明かした[26]。

## 人物

### 人柄
かつて「ネオヒルズ族」、「秒速で1億円稼ぐ男」として注目された。InstagramやYouTubeで大豪邸の自宅や、所有する高級外車の写真などを公開し「資産80億」も公表している。
実業家の三崎優太が2025年7月25日までに自身のYouTubeチャンネルを更新、与沢がゲスト出演し、三崎が「資産は相当あるわけじゃないですか。今どれくらいあるんですか?」と聞くと、与沢は「純資産で100億とかはあると思いますよ」と答えた。

### 親族
2016年7月、モデルの相原麻美と結婚。相原は妊娠5カ月であり、12月に出産予定であるとブログで公表した。2016年12月27日、3,535グラムの男子誕生をドバイからTwitter等で報告した。2021年5月25日、第2子となる女児が誕生した。2023年7月30日、第3子となる女児が誕生し、1男2女の親となった。

## 著書
- 「スーパー フリーエージェント スタイル 21世紀型ビジネスの成功条件」（2012年9月25日、角川フォレスタ ISBN 978-4-04-653798-0 ）
- 「秒速で1億円稼ぐ条件」（2013年1月4日、フォレスト出版 ISBN 978-4-89451-548-2）
- 「秒速で10億円稼ぐありえない成功のカラクリ」（2013年9月27日、ソフトバンククリエイティブ ISBN 978-4-7973-7292-2）
- 「告白」（2014年7月2日、扶桑社 ISBN 978-4-594-07056-4）
- 「はだかの王様 億万長者がすべて失ってわかった絶対にやってはいけない42のこと」（2014年10月24日、角川学芸出版 ISBN 978-4-04-653969-4）
- 「ブチ抜く力」（2019年3月2日、扶桑社 ISBN 978-4-594-07943-7）
- 「お金の真理」（2020年4月23日、宝島社 ISBN 978-4-299-00014-9）
- 「お金に愛される 真・投資術」（2021年10月18日、 講談社 ISBN 978-4-06-524113-4）
- 「マンガ お金の真理 億万長者が異世界転生してマネー知識をフル活用したら無双状態になった話」（2024年7月26日、宝島社 ISBN 978-4-299-04757-1）